# レッドクリフ
『レッドクリフ』（中題：赤壁、英題：Red Cliff）は、ジョン・ウー（呉宇森）監督による中国のアクション映画。中国文学の四大古典小説とされている羅貫中の『三国志演義』を基に、史実やオリジナル創作を交えながら前半のクライマックスシーンである赤壁の戦いを描く。
2部構成となっており、前編にあたる『レッドクリフ Part I』（原題：赤壁）が2008年、後編にあたる『レッドクリフ Part II -未来への最終決戦-』（原題：赤壁2：決戦天下）が2009年に公開された。当初は一作のみの予定であったが5時間を超える長編になってしまったために、一部の地域を除き2部構成に分けての上映となった。

## レッドクリフ Part I
中国映画過去最高額の投資と言われ、物語冒頭における阿斗を救出する趙雲の獅子奮迅の活躍や、関羽・張飛が奮闘する八卦の陣での合戦シーンがある。また、周瑜とその妻小喬の愛や小喬に懸想する曹操の執着などのロマンス要素、周瑜と諸葛亮の間で板ばさみになる魯粛の描写などユーモラスな描写もある。
中国では2008年7月10日に公開。初日興行収入は2700万人民元、上映開始から11日目に2億人民元を超え、どちらも『トランスフォーマー』の記録を超える。公開から1か月で3億200万人民元となり、『王妃の紋章』を抜き中国国産映画の興収新記録となる。
日本では第21回東京国際映画祭のオープニング作品として上映された後、2008年11月1日に一般公開。キャッチコピーは「三国志の完全映画化」「信じる心、残っているか」。2008年の年度別映画興行成績は50.5億円で、同年度4位となる。本編の前に物語の背景や主要人物のキャラクターを説明するナレーションを加え、本編中に役名や地位のテロップを挿入する日本版独自の仕様がある。また、エンドロール終了後に『Part II』の特報がある。また、PartIIの公開に先駆けて2009年4月12日にDVDリリースから僅か一ヶ月という異例の早さでテレビ朝日の日曜洋画劇場枠にて初のテレビ放送が行われた。当日は同時間帯1位の19.9%（関東地区、ビデオリサーチ社調べ）の高視聴率を記録。

### あらすじ
三国時代の中国。漢の丞相の曹操（のちの魏の礎を築いた）は、北部を平定した後、南部も制圧するために兵を進める。その目的は、天下統一に邪魔な劉備・孫権の抹殺だけでなく、今は周瑜の妻となった天下一の美人小喬の奪取にもあった。荊州にいた劉備軍は南下して軍を立て直そうとするが、途中の当陽県長坂にて追いつかれ、敗走する。
夏口へ逃げた劉備は、部下の諸葛亮（孔明）の提案に従い、孔明を孫権（のちに呉を建国）のもとへ派遣する。孔明は孫権の総司令である周瑜と意気投合し、2つの勢力は共に曹操と戦う同盟を結ぶ。孫権は数万の軍勢を派遣し、劉備軍とともに長江の赤壁付近で曹操軍と相対し、両者互いに決戦のために水軍と陸軍を動かすのだった。

## レッドクリフ Part II -未来への最終決戦-
『レッドクリフ Part II -未来への最終決戦-』（赤壁2：决战天下 / 赤壁2：決戦天下 / 赤壁2：決戰天下、拼音: Chìbìxià: Juézhàntiānxià、英語: Red Cliff II）は、2009年1月8日に中国で公開。日本では、同年4月10日に劇場公開。赤壁の戦いをクライマックスとした一大決戦を舞台に、強敵を前に知略を競う周瑜と諸葛亮の活躍を軸に、曹操・孫権・劉備ら各陣営の英雄、周瑜の妻・小喬や孫権の妹・尚香らヒロインそれぞれの戦いが様々に交錯して展開する。
前作に比して、火攻めで火達磨になる敵味方の兵士たちの描写や、孫尚香の友の無惨な死など、戦争そのものの悲惨さを強調した描写が目立つ。

### あらすじ
西暦208年の中国。天下統一を目論む後漢の丞相・曹操は、蜀の劉備、呉の孫権の連合軍と戦った。圧倒的な兵力を持ちながら敗退した曹操軍は、連合軍5万の拠点である長江の赤壁の対岸に、80万の大陣営を設置した。
孫権の妹・尚香は兵士に化けて曹操軍に加わり、伝書鳩を使って孔明に情報を送っていた。曹操軍に疫病が広がっている事を知り、奇襲の好機と進言する孔明。だが、呉の周瑜は堂々と攻める作戦を選んだ。
疫病で死んだ兵士たちの死体を筏に積んで、連合軍側ヘ流す曹操。連合軍にも疫病が発生し、劉備は自軍を赤壁から撤退させた。取り残された呉軍と共に留まった孔明は、草を載せた舟を曹操軍に射らせて10万本の矢を調達した(草船借箭の計)。
周瑜の幼馴染として、降伏を説きに来る曹操軍の将幹。周瑜は逆に、曹操軍に裏切り者がいると将幹に思い込ませ、張允ら水上戦に長けた2将軍を殺させることに成功した。
総攻撃を決定する曹操軍。西南の風を利用して赤壁を火攻めにするために、軍船に硫黄が積まれた。曹操軍から脱出し、呉軍に敵の布陣を報告する尚香。孔明は気象の知識によって真夜中に風向きが変わることを予見した。真夜中まで曹操軍が動かなければ、逆に呉軍が敵船を火攻めに出来る。それを聞いて、密かに単身で曹操軍に向かう周瑜の妻・小喬。かねてから曹操に狙われていた美女の小喬は、和平の交渉と見せかけて曹操の出陣を遅らせた。
真夜中に風向きが変わり、火攻めを決行する呉軍。加えて敵陣の背後から急襲する蜀軍。劉備の撤退は味方をも欺く偽装だったのだ。船を繋いでいた曹操軍は焼き払われ、小喬も救い出されて連合軍は勝利した。僅かに残った配下と共に、曹操は敗走した。

## Red Cliff
欧米向け配給用に、1本にまとめた145分版がフランスで公開された。上映開始から5日間の興収は、161万5459米国ドル。
2012年11月18日には、ジョン・ウー監督が自ら編集して1本にまとめた合体版との触れ込みで、テレビ朝日系・日曜洋画劇場において『レッドクリフ 特別版〜RED CLIFF INTERNATIONAL VER.〜』として日本国内で初放送された。なお、放映時間は通常放送よりも変則的なものだった上、野球中継の延長により放送開始時間が1時間遅延して放映された。

## キャスト
- 周瑜：梁朝偉（トニー・レオン）
- 諸葛孔明：金城武（かねしろ・たけし）
- 曹操：張豊毅（チャン・フォンイー）
- 孫権：張震（チャン・チェン）
- 孫尚香：趙薇（ヴィッキー・チャオ）
- 趙雲：胡軍（フー・ジュン）
- 甘興（甘寧をモデルにした架空の人物[6]）：中村獅童…特別出演
- 小喬：林志玲（リン・チーリン）
- 劉備：尤勇（ヨウ・ヨン）
- 魯粛：侯勇（ホウ・ヨン）
- 孫叔財（架空の人物・曹操軍の兵士）：佟大為（トン・ダーウェイ）
- 驪姫（架空の人物・曹操の側室）：宋佳（ソン・ジア）
- 関羽：巴森扎布（バーサンジャブ）
- 張飛：臧金生（ザン・ジンシェン）
- 黄蓋：張山（チャン・シャン）

- 糜夫人：何音（フー・イン）
- 老漁夫：馬精武（マー・チンウー）
- 曹洪：王輝（ワン・ホゥイ）
- 蔣幹：師小紅（シー・シャオホン）
- 蔡瑁：一真（イージェン）
- 張允：賈宏偉（ジャ・ホンウェイ）
- 夏侯雋（夏侯惇・夏侯淵をモデルにした架空の人物）：胡暁光（フー・シャオグワン）
- 献帝：王寧（ワン・ニン）
- 孔融：王慶祥（ワン・チンシアン）
- 華陀：謝鋼（シェ・ガン）

### キャストの変遷
2007年2月、ジョン・ウー監督が発表した出演決定キャストは、周瑜 = 周潤発（チョウ・ユンファ）、諸葛亮 = 梁朝偉であった。その直後にアン・リー監督作『ラスト、コーション』の撮影が長引いた梁朝偉が、心身の不良等を理由に降板、代役に金城武を立てたものの、今度はクランクイン初日に周潤発が突然降り（ギャラなどの契約条件で折り合わなかったと報道された）、替わって梁朝偉が監督に支援を申し出、再び出演を決めるという、二転三転のキャスト変更劇が展開され、衆目を集めた。
その他出演者候補として名前が挙がった俳優に、渡辺謙（曹操役）を始め、張静初（チャン・ジンチュー、大喬役 = 本作に登場しなかったキャラクター）、チョン・ウソン（趙雲役）、鄒兆龍（コリン・チョウ、趙雲役）、小雪（役柄不明） 等がいる。
なお、中村獅童の役名は当初は甘寧であったが、史実にない出番が増えた為、甘寧をモデルとした甘興というオリジナル登場人物となった。

### 日本語吹き替え版キャスト
- 周瑜：山寺宏一
- 諸葛孔明：東地宏樹
- 曹操：磯部勉
- 孫権：平田広明
- 孫尚香：朴璐美
- 趙雲：佐久田修
- 甘興：中村獅童
- 小喬：岡寛恵
- 劉備：玄田哲章
- 魯粛：大川透
- 孫叔財：桜井敏治
- 田田：若原美紀
- 蔡瑁：家中宏
- 蔣幹：檀臣幸
- 曹洪：山野史人
- 夏候雋：浦山迅
- 黄蓋：高桑満
- 孔融：小島敏彦
- 華佗：小島敏彦
- 関羽：楠大典
- 張飛：廣田行生
- 献帝：石田彰
- ナレーション：大塚明夫

## スタッフ
- 監督：呉宇森（ジョン・ウー）
- 製作：張家振（テレンス・チャン）、呉宇森
- 製作総指揮：韓三平（ハン・サンピン）、松浦勝人、伍克波（ウー・ケボ）、千葉龍平、デニス・ウー、ユ・ジョンフン、呉宇森
- 脚本：呉宇森、陳汗（チェン・カン）、盛和煜（シェン・ホーユー）、郭筝（グオ・ヂョン）
- アクション監督：元奎（コリー・ユン）
- 水上戦場面監督：梁柏堅（パトリック・レオン）
- 第2班監督：梁柏堅、元奎
- 美術・衣装デザイン：葉錦添（ティム・イップ）
- 撮影監督：呂楽（リュイ・ユエ）、張黎（チャン･リー）
- 編集：デビット・ウー、林安児（アンジー・ラム）、楊紅雨（ヤン・ホンユー）
- 音楽：岩代太郎
- 演奏：東京都交響楽団
- 横笛演奏：福原百七
- VFX監督：クレイグ・ヘイズ
- VFX：オーファネージ

日本語版制作スタッフ
- 演出：佐藤敏夫
- 翻訳：税田春介
- 監修：渡邉義浩
- 制作：ニュージャパンフィルム
- 提供：エイベックス・エンタテインメント、東宝東和、テレビ朝日、Yahoo!JAPAN、朝日放送、メ～テレ、北海道テレビ、九州朝日放送、新潟テレビ21[16]

## 主題歌
- レッドクリフ Part I 『RED CLIFF〜心・戦〜』（中国語版題『心・战〜RED CLIFF〜』）
- レッドクリフ Part II 『久遠の河』（中国語版題『赤壁 〜大江东去〜』）

歌：alan（阿蘭）
日本語版作詞：松井五郎、中国語版作詞：李焯雄（Francis Lee フランシス・リー）
作曲：岩代太郎、編曲：中野雄太、プロデュース：菊池一仁

## 賞歴
第3回アジア・フィルム・アワード
- ノミネート：作品賞
- ノミネート：監督賞 - ジョン・ウー
- 受賞：視覚効果賞 - クレイグ・ヘイズ

第15回クリティクス・チョイス・アワード
- ノミネート：外国語映画賞

第14回サテライト賞
- ノミネート：外国語映画賞
- ノミネート：撮影賞 - リュイ・イエ、チャン・リー
- ノミネート：編集賞 - ロバート・A・フェレッティ、アンジー・ラム、ヤン・ホンユー
- ノミネート：美術賞 - エディ・ワン
- ノミネート：衣装デザイン賞 - ティン・イップ
- ノミネート：視覚効果賞 - クレイグ・ヘイズ
- ノミネート：録音・音響効果賞 - クレイグ・ヘイズ

第36回サターン賞
- ノミネート中：国際映画賞
- ノミネート中：音楽賞 - 岩代太郎
- ノミネート中：衣装デザイン賞

### Part I のみ
第32回日本アカデミー賞
- ノミネート：外国作品賞

2008年映画館大賞
- 第16位

### Part II のみ
第33回日本アカデミー賞
- ノミネート：外国作品賞

## エピソード
- 梁朝偉演じる周瑜の妻・小喬役で映画デビューを果たした林志玲は、撮影中に心を奪われたのは「夫」の梁朝偉ではなく、諸葛孔明役の金城武だったと明かしており、林志玲によると、金城武にお茶を運ぶシーンで、金城武を一目見た途端「なんてカッコいいの!」と頭がボー然となり、セリフまで忘れてしまい、「スタッフに注意されてやっと我に返った」と語っている[17]。
- 宮脇淳子は、本作を「『三国志』の『赤壁の戦い』に名を借りた荒唐無稽な中国映画」と評している[18]。また、韓国ドラマ『善徳女王』の序盤で徳曼たちが円陣を組んで大軍を相手にする軍隊の戦いぶりや戦闘シーンは、本作の影響を受けており、時代考証を無視して『レッドクリフ』を取り入れている、と指摘している[18]。

## 舞台
2011年8月に、劇団EXILE公演にて舞台化された。舞台版は、「戦」をテーマにした曹操の物語の『レッドクリフ 〜戦〜』と、「愛」をテーマにした周瑜の物語の『レッドクリフ 〜愛〜』の2バージョンが、それぞれ2つの劇場で同時上演された。主演は『レッドクリフ 〜戦〜』がMAKIDAI、『レッドクリフ 〜愛〜』はAKIRA（共にEXILEのメンバー）が務めた。
劇団EXILE W-IMPACT『レッドクリフ 〜戦〜』
- 2011年8月13日～24日、青山劇場で公演。
- 脚本は和田憲明、演出は岡村俊一が担当。
- 主演はMAKIDAI（EXILE）
- 市川右近、KENCHI（EXILE）、山本亨、山崎銀之丞、陣内孝則などが出演。

劇団EXILE W-IMPACT『レッドクリフ 〜愛〜』
- 2011年8月8日～31日、ル・テアトル銀座で公演。
- 脚本は水橋文美江、演出は岸谷五朗が担当。
- 主演はAKIRA（EXILE）
- リン・チーリン、青柳翔（劇団EXILE）、東根作寿英、竹中直人などが出演。
- ここでの共演をきっかけに、AKIRAとリン・チーリンは、2019年6月に結婚。

## 販売物など
映像ソフト
レッドクリフ Part I
コレクターズ・エディション（DVD3枚組）、スタンダード・エディション（DVD2枚組）、ブルーレイの3種類。2009年3月11日、エイベックス・エンタテインメントより発売。
レッドクリフ Part II
コレクターズ・エディション（DVD3枚組）、スタンダード・エディション（DVD2枚組）、ブルーレイの3種類。2009年8月5日、エイベックス・エンタテインメントより発売。
レッドクリフ Part I & II
スペシャル・ツインパック（DVD6枚組）、DVD・ツインパック（DVD4枚組）、ブルーレイ・ツインパック（BD2枚組）の3種類。2009年8月5日、エイベックス・エンタテインメントより発売。
小説レッドクリフ
本作のノベライズ。作者：高里椎奈 /出版社：講談社。上巻（2008年10月）ISBN 4062150573  下巻（2009年3月）ISBN 4062152576
キャラクターグッズ
登場人物をモチーフとしたキューピー人形（周ピー・孔ピー・曹ピー、等）。前売り鑑賞券購入者限定特典として登場し、後に商品化。
レッドクリフ×赤兎馬コラボTシャツ。

CM
The World of GOLDEN EGGSのローズ&マリーが出演する。VIERACMの一部に映画のシーンが使われた。
白木屋
一部の店舗に、レッドクリフメニューが置かれた。